# Aliansa - Aerolíneas Andinas
Aliansa – Aerolíneas Andinas es una aerolínea colombiana con base en el Aeropuerto Vanguardia, en la ciudad de Villavicencio. Fundada por Jorge Álvarez y su familia el 29 de agosto de 1989 e iniciando operaciones en , Aliansa opera vuelos chárter de carga y pasajeros, principalmente desde el Aeropuerto Vanguardia, y hacia la Amazonía y los Llanos Orientales de Colombia.

## Historia
Aliansa fue fundada el 29 de agosto de 1989 por el capitán Jorge Álvarez y su familia, iniciando operaciones en  con 2 aeronaves Douglas DC-3. Posteriormente, en el año 1995 adquiere la aeronave HK-337, en 1998 la HK-2581 y para el año 2000 con la llegada el HK-3037. El 7 de julio de 2001, fallece el fundador Jorge Álvarez, tras lo cual sigue una reestructuración de la compañía, y entran a operar tres DC-3 HK-2820, HK-2006 y el HK-4700. A finales de , se adquiere un DC-3 Turbo.

## Flota
La flota de Aliansa se compone de las siguientes aeronaves, en :
- Douglas DC-3
- Douglas DC-3TP (turbohélice)
- Cessna Caravan 208B